# Christoffer Kelle
Christoffer Werner Flydal Kelle (13 marzo 1996) è un giocatore di calcio a 5 e calciatore norvegese, pivot del KFUM Oslo e difensore del Manglerud Star.

## Carriera
Kelle è cresciuto nelle giovanili del KFUM Oslo, iniziando a giocare con l'omonima sezione di calcio a 5 a partire dalla Futsal Eliteserie 2013-2014. Il campionato norvegese di questo sport si articola infatti al termine della stagione calcistica, rendendo compatibili le due attività.
Il 25 ottobre 2014 ha avuto l'opportunità di esordire in 2. divisjon con la maglia del KFUM Oslo, venendo schierato titolare nella sconfitta per 2-0 subita sul campo del Finnsnes. Successivamente, si è limitato a giocare per la squadra riserve.
In vista della stagione 2017, è passato al Manglerud Star, in 4. divisjon.

## Statistiche

### Presenze e reti nei club
Statistiche aggiornate al 23 novembre 2017.
| Stagione           | Club               | Campionato         | Campionato | Campionato | Coppe nazionali | Coppe nazionali | Coppe nazionali | Coppe continentali | Coppe continentali | Coppe continentali | Supercoppe | Supercoppe | Supercoppe | Totale | Totale |
| Stagione           | Club               | Comp               | Pres       | Reti       | Comp            | Pres            | Reti            | Comp               | Pres               | Reti               | Comp       | Pres       | Reti       | Pres   | Reti   |
| ------------------ | ------------------ | ------------------ | ---------- | ---------- | --------------- | --------------- | --------------- | ------------------ | ------------------ | ------------------ | ---------- | ---------- | ---------- | ------ | ------ |
| 2014               | KFUM Oslo          | 2D                 | 1          | 0          | CN              | 0               | 0               | -                  | -                  | -                  | -          | -          | -          | 1      | 0      |
| 2014               | KFUM Oslo 2        | 4D                 | ?          | ?          | -               | -               | -               | -                  | -                  | -                  | -          | -          | -          | ?      | ?      |
| 2015               | KFUM Oslo 2        | 4D                 | ?          | ?          | -               | -               | -               | -                  | -                  | -                  | -          | -          | -          | ?      | ?      |
| Totale KFUM Oslo 2 | Totale KFUM Oslo 2 | Totale KFUM Oslo 2 | ?          | ?          |                 | -               | -               |                    | -                  | -                  |            | -          | -          | ?      | ?      |
| 2017               | Manglerud Star     | 4D                 | ?          | ?          | CN              | ?               | ?               | -                  | -                  | -                  | -          | -          | -          | ?      | ?      |
| Totale             | Totale             | Totale             | ?          | ?          |                 | ?               | ?               |                    | -                  | -                  |            | -          | -          | ?      | ?      |